# Saarländische Fußballnationalmannschaft
Die saarländische Fußballauswahl war die Mannschaft des Saarländischen Fußballbundes (SFB) in den Jahren von 1950 bis 1956, während dieser Zeit war das damals autonome Saarland eigenständiges Mitglied des Weltfußballverbandes FIFA. Vergleichbar war das saarländische NOK, das eine Teilnahme an den Olympischen Sommerspielen 1952 erreichte.

## Geschichte
Die Mannschaft trug 19 Länderspiele aus. Unter anderem traf das Saarland in der Qualifikation für die Fußball-Weltmeisterschaft 1954 auf die deutsche Nationalmannschaft. Das erste Spiel ging in Stuttgart mit 0:3 verloren, im Rückspiel unterlag man im Ludwigsparkstadion in Saarbrücken mit 1:3, in der Gruppe konnte man sich jedoch dank eines Auswärtssieges in Oslo als Zweiter vor Norwegen behaupten.
Von den Länderspielen gewann das Saarland sechs, drei endeten unentschieden, zehn Spiele gingen verloren. Als Höhepunkt kann das Vorbereitungsspiel des amtierenden Weltmeisters Uruguay kurz vor der WM am 5. Juni 1954 gelten, das der Titelverteidiger in Saarbrücken 7:1 gewann. Schon bald darauf waren Saarländer für die Mannschaft des neuen Weltmeisters spielberechtigt, da der am 8. Juli 1956 in Saarländischer Fußballverband (SFV) umbenannte Verband 1957 dem DFB beitrat.

## Weltmeisterschaften
An der Qualifikation zur Weltmeisterschaft 1950 nahm das Saarland nicht teil.
Das einzige Turnier, an dem das Saarland teilnahm, war die Qualifikation zur Weltmeisterschaft 1954. Dort spielte die Mannschaft in einer Dreier-Gruppe gegen Deutschland und Norwegen. Die Qualifikation begann mit einem Paukenschlag: In Oslo lag das Saarland nach gut einer Viertelstunde mit 0:2 zurück und spielte praktisch nur noch zu zehnt (die einzige erlaubte Auswechslung musste der damalige Trainer Helmut Schön verletzungsbedingt bereits nach fünf Minuten vornehmen, und in der 10. Minute brach sich Theo Puff das Wadenbein, blieb aber auf dem Rasen). Die Mannschaft drehte aber die Partie und gewann mit 3:2. Am Ende belegte die Mannschaft noch vor Norwegen den zweiten Platz, was zur Teilnahme nicht ausreichte.
An der Qualifikation zur Weltmeisterschaft 1958 nahm das Saarland aufgrund des Beitritts des Saarländischen Fußballverbands zum Deutschen Fußball-Bund nicht mehr teil.

## Trainer
- Auguste Jordan (1950–1952)
- Helmut Schön (1952–1956)

## Spieler
In den 19 Spielen der Mannschaft wurden insgesamt 42 Spieler eingesetzt. Eine vollständige Liste aller Spieler findet sich unter Liste der saarländischen Fußballnationalspieler.

### Rekordspieler
| Spiele | Spieler             | Zeitraum  | Tore |
| ------ | ------------------- | --------- | ---- |
| 18     | Waldemar Philippi   | 1950–1956 | 0    |
| 17     | Herbert Martin      | 1950–1956 | 6    |
| 16     | Gerhard Siedl       | 1951–1956 | 4    |
| 14     | Erwin Strempel      | 1950–1955 | 0    |
| 12     | Theodor „Theo“ Puff | 1951–1956 | 0    |
| 12     | Herbert Binkert     | 1952–1956 | 6    |
| 11     | Nikolaus Biewer     | 1950–1954 | 0    |
| 10     | Kurt Clemens        | 1950–1956 | 0    |
| 10     | Albert Keck         | 1953–1956 | 0    |
| 10     | Peter Momber        | 1950–1956 | 1    |

## Länderspiele
Ergebnisse aus saarländischer Sicht.
| 22. November 1950  | Schweiz B    | 5:3 | Saarbrücken | Testspiel        |
| 27. Mai 1951       | Österreich B | 3:2 | Saarbrücken | Testspiel        |
| 15. September 1951 | Schweiz B    | 5:2 | Bern        | Testspiel        |
| 14. Oktober 1951   | Österreich B | 1:4 | Wien        | Testspiel        |
| 20. April 1952     | Frankreich B | 0:1 | Saarbrücken | Testspiel        |
| 5. Oktober 1952    | Frankreich B | 3:1 | Straßburg   | Testspiel        |
| 24. Juni 1953      | Norwegen     | 3:2 | Oslo        | WM-Qualifikation |
| 11. Oktober 1953   | Deutschland  | 0:3 | Stuttgart   | WM-Qualifikation |
| 8. November 1953   | Norwegen     | 0:0 | Saarbrücken | WM-Qualifikation |
| 28. März 1954      | Deutschland  | 1:3 | Saarbrücken | WM-Qualifikation |
| 5. Juni 1954       | Uruguay      | 1:7 | Saarbrücken | Testspiel        |
| 26. September 1954 | Jugoslawien  | 1:5 | Saarbrücken | Testspiel        |
| 17. Oktober 1954   | Frankreich B | 1:4 | Lyon        | Testspiel        |
| 1. Mai 1955        | Portugal B   | 1:6 | Lissabon    | Testspiel        |
| 9. Oktober 1955    | Frankreich B | 7:5 | Saarbrücken | Testspiel        |
| 16. November 1955  | Niederlande  | 1:2 | Saarbrücken | Testspiel        |
| 1. Mai 1956        | Schweiz      | 1:1 | Saarbrücken | Testspiel        |
| 3. Juni 1956       | Portugal B   | 0:0 | Saarbrücken | Testspiel        |
| 6. Juni 1956       | Niederlande  | 2:3 | Amsterdam   | Testspiel        |